# Gregory Daniel
Gregory Daniel (Denver, 8 november 1994) is een Amerikaans wielrenner die anno 2019 rijdt voor DCBank Pro Cycling Team.

## Carrière
In 2016 werd Daniel nationaal wegkampioen door in de finale van de wedstrijd weg te springen uit een uitgedunde groep met favorieten, en met een voorsprong van vijf seconden op Alex Howes, Travis McCabe en Chad Beyer over de finish te komen. Hij won dat jaar ook de Tour de Beauce, mede door zijn etappezege in de vijfde etappe. Met de Amerikaanse selectie won hij ook de ploegentijdrit in de Olympia's Tour.
In 2017 werd Daniel prof bij Trek-Segafredo. Zijn debuut maakte hij in de Ronde van San Juan, waar hij vijftiende werd in de tijdrit.

## Overwinningen
2011
 Amerikaans kampioen ploegenachtervolging, Elite (met Mathew Lipscomb, Paul Lynch en Ian Kane Moir)
2012
 Amerikaans kampioen tijdrijden, Junioren
2015
Bergklassement Ronde van Utah
2016
 Amerikaans kampioen op de weg, Elite
5e etappe Tour de Beauce
Eindklassement Tour de Beauce
Ploegentijdrit Olympia's Tour

## Resultaten in voornaamste wedstrijden
|      | \| Jaar \| Amstel Gold Race \| Luik-Bast.‑Luik \| Waalse Pijl \| \| Wereldranglijsten \| \| ---- \| ---------------- \| --------------- \| ----------- \| \| ----------------- \| \| 2017 \| opgave \| opgave \| 152e \| \| 409e (UWT) \| \| 2018 \| \| opgave \| opgave \| \| \| |                 |             |  |                   |
| Jaar | Amstel Gold Race | Luik-Bast.‑Luik | Waalse Pijl |  | Wereldranglijsten |
| 2017 | opgave | opgave          | 152e        |  | 409e (UWT)        |
| 2018 | | opgave          | opgave      |  |                   |

## Ploegen
- 2014 –  Bissell Development Team
- 2015 –  Axeon Cycling Team
- 2016 –  Axeon Hagens Berman
- 2017 –  Trek-Segafredo
- 2018 –  Trek-Segafredo
- 2019 –  DCBank Pro Cycling Team

Barta · Curran · Daniel · Eaton · Geoghegan Hart · Guerreiro · O'Donnell · Oien · Oram · Owen · Putt · Swirbul · Young
Barta · Brown · Costa · Curran · Daniel · Dunbar · Geoghegan Hart · Guerreiro · Joyce · Neilands · O'Donnell · Oien · Owen · Powless · Williams · Young
Alafaci · Beppu · Bernard · Brändle · Cardoso · Coledan · Contador · Daniel · Degenkolb · Didier · Felline · Gogl · Guerreiro · Hernández · Irizar · de Kort · Mollema · Nizzolo · Pantano · Pedersen · van Poppel · Rast · Reijnen · Stetina · Stuyven · Theuns · Zubeldia · Conci (stagiair) · Moschetti (stagiair) · Toovey (stagiair)
Alafaci · Beppu · Bernard · Brambilla · Brändle · Conci · Daniel · Degenkolb · Didier · Eg · Felline · Frame · Gogl · Grmay · Guerreiro · Irizar · de Kort · Mollema · Mullen · Nizzolo · Pantano · Pedersen · van Poppel · Rast · Reijnen · Skujiņš · Stetina · Stuyven